# 3254 Bus
Bus (asteroide 3254, com a designação provisória 1982 UM) é um asteroide da cintura principal, a 3,2983359 UA. Possui uma excentricidade de 0,1666478 e um período orbital de 2 876,04 dias (7,88 anos).
Bus tem uma velocidade orbital média de 14,97130278 km/s e uma inclinação de 4,44552º.
Este asteroide foi descoberto em 17 de Outubro de 1982 por Edward Bowell.
O seu nome é uma homenagem ao astrônomo americano Schelte J. Bus.